# Magic mouse
El Magic Mouse es el primer ratón multitáctil fabricado y comercializado por Apple Inc. Fue presentado el 20 de octubre de 2009.
Después del lanzamiento del iPhone y el iPod Touch, el fabricante ha integrado una superficie multitáctil por primera vez en un ratón de ordenador. Con esta nueva tecnología, el usuario es capaz de expresar gestos con los dedos para interactuar con el computador u ordenador, tales como desplazarse por la pantalla (scroll), utilizar los dos botones habituales, acercar o alejar (efecto zoom). Todas las funciones están implantadas de forma virtual mediante software. La superficie está fabricada de vidrio templado salvo algunos modelos que se vendieron en Latinoamérica donde utilizaron acrílico para reducir costos.
El nuevo ratón fue recibido por los usuarios con mucho entusiasmo desde el principio, pero como aspecto negativo muchos de ellos se han quejado de la imposibilidad de utilizar un botón central (que en los ratones convencionales suele componerse con una rueda). No obstante, ya existe software de terceros que habilita esta funcionalidad, y dadas las características del dispositivo Apple puede lanzar actualizaciones de software periódicamente mejorando las prestaciones y añadiendo nuevas posibilidades.

## Gestos soportados oficialmente

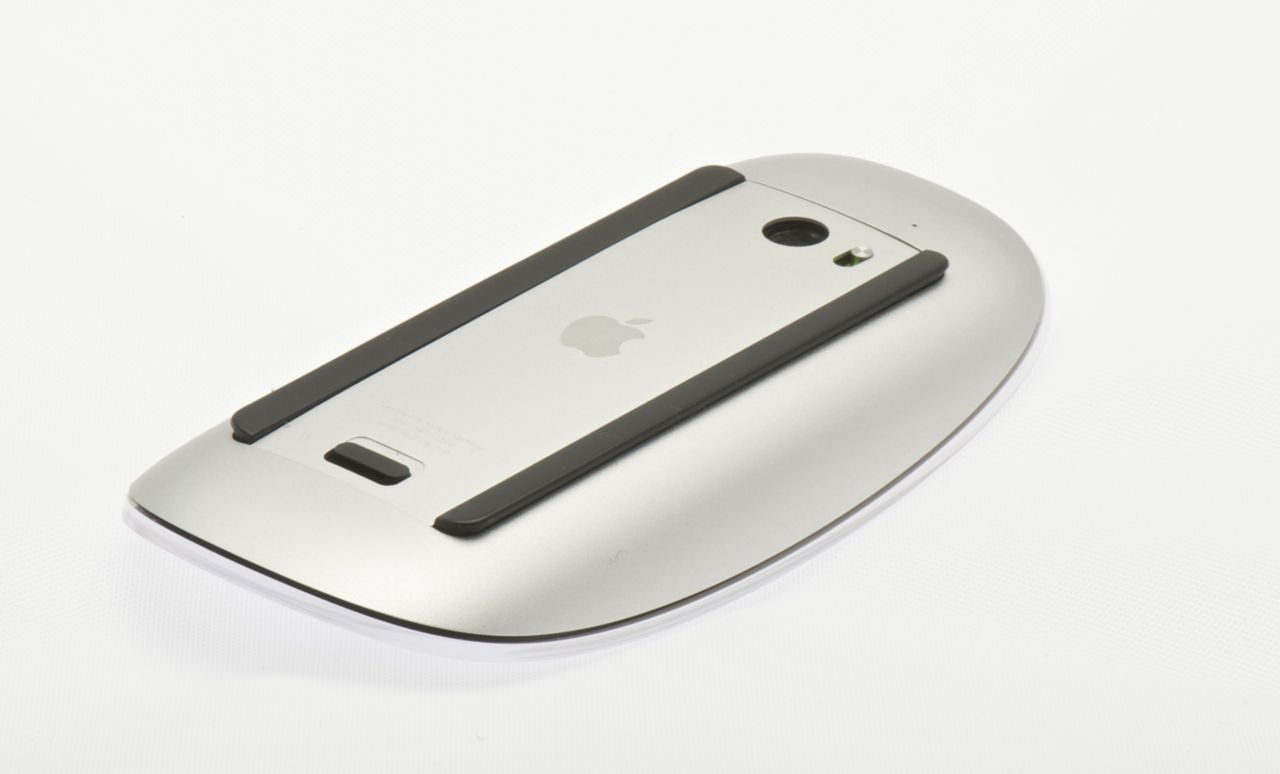
Vista por debajo.

- Clic: permite hacer clic, doble clic y botón secundario.
- Giro de 360°
- Ampliación: manteniendo la tecla Control del teclado pulsada y moviendo el dedo verticalmente sobre la superficie.
- Deslizamiento: movimiento horizontal con dos dedos para pasar páginas, fotos, pestañas del navegador, etc.

## Software realizados por terceros
Debido a la falta de personalización de gestos del Magic Mouse, algunos desarrolladores han realizado software para que cada usuario pueda diseñar sus propios gestos, además existe una aplicación para el que permite el control de pantalla de un dispositivo iOS por medio de un puntero para ser utilizado junto al Magic Mouse

## Sistemas operativos soportados
- Mac OS X v10.5.8,v10.6.1 o posterior con la actualización 1.0 Wireless Mouse. Esta actualización es esencial para el correcto funcionamiento del Magic Mouse.
- Windows XP, Windows Vista utilizando la herramienta Boot Camp sobre Mac OS X.